# 王德 (北朝)
王德（?—?），字天恩，代郡武川镇（今内蒙古自治区呼和浩特市武川县）人，北魏、西魏官员。

## 生平
王德年少时善于骑马射箭，虽然没有经过老师的教导，而以孝悌而被人称赞。永安二年（529年），王德跟随尔朱荣讨伐元顥，进攻河内郡。应招募率先登城，因功加讨夷将军，进爵为同官县子。王德后跟随贺拔岳讨伐万俟丑奴，另外封深泽县男，加龙骧将军、中散大夫。永熙三年（534年），侯莫陈悦杀害贺拔岳，王德和寇洛等人商定拥戴宇文泰统领全军，王德加征西将军、金紫光禄大夫、平涼郡太守。王德虽然不读诗书，但对于决断处理事情，良好的官吏都无法超过他。在泾州所管辖的五个郡当中，王德管理的平凉郡经常是最好的。
永熙三年（534年），魏孝武帝西迁关中，王德以迎接皇帝的功劳，进封下博县伯，食邑五百户，代理东雍州刺史。王德在东雍州没多久，民心归附，王德获赐姓乌丸氏。大统元年（535年），王德出任卫将军、右光禄大夫，进爵为公，增加食邑一千户，又加车骑大将军、仪同三司、北雍州刺史。王德之后经常跟随宇文泰征战，屡次有战功。大统三年八月丁丑（37年9月4日），宇文泰率领李弼、独孤信、梁御、赵贵、于谨、若干惠、怡峰、刘亮、王德、侯莫陈崇、李远、达奚武十二名将军东征，王德又跟随宇文泰参加沙苑之战击败高欢，加开府、侍中，进爵河间郡公，增加食邑总计两千七百户。当时河州、渭州之间的羌族多次反叛，因为王德有威名，为少数民族归附，朝廷就任命王德为河州刺史。王德安抚得法各地羌人都顺服。大统十三年（547年），王德出任大都督、原灵显三州及五原蒲川二镇诸军事。大统十四年（548年），王德出任泾州刺史，在泾州去世，朝廷赠予司空，谥号献。北周建立后，朝廷将王德合祭于宗庙之中。
王德性情朴实廉洁谨慎，言行没有失误之处，他的母亲活了将近一百岁，在王德之后去世。
王德的儿子王庆继承爵位，王庆小名公奴，性情谨慎朴实，官至开府仪同三司。当初王德的父亲去世，家中贫困无力安葬，王德就卖掉王公奴和一个女儿来办理丧事。因为遇上战乱，王德父子再没有相互得知音讯。等到王德在平凉郡才找到了王公奴，于是给他取名庆。

## 姓氏
山东大学历史系主任王仲荦教授认为，王德和王轨大概本出乌丸氏，所谓太原王氏王允之后，实际是冒认太原郡望，不是真的太原王氏。到西魏复姓乌丸复姓，非赐姓。

## 家庭

### 夫人
- 文成公主，西魏公主[8]

### 子女
- 王庆，北周开府仪同三司、河间郡公
- 王端，北周上开府、大内史，隋朝开府仪同三司、商延毫三州刺史、谏议大夫、光禄卿、兼检校吏部尚书、修武容公[8]

## 延伸阅读
[在维基数据编辑]
 《周書·卷17》，出自令狐德棻《周書》
 《北史·卷065》，出自李延壽《北史》